# Буковець (Словенська Бистриця)
Буковець (словен. Bukovec) — поселення в общині Словенська Бистриця, Подравський регіон‎, Словенія.